# Giles Matthey
Giles Ingram Matthey (11 novembre 1987) è un attore britannico.

## Biografia
Debutta nel 2011 partecipando ad un episodio della serie televisiva The Good Wife. Inizia a farsi conoscere grazie al ruolo ricorrente della fata Claude Crane nella quinta stagione della serie televisiva True Blood. 
Nel 2013 ottiene il suo primo ruolo cinematografico, interpretando il designer della Apple Jonathan Ive nel film biografico Jobs, dedicato alla figura di Steve Jobs. Successivamente prende parte ad alcuni film indipendenti come Hunter e Boulevard.
Nel 2014 fa parte del cast della serie televisiva 24: Live Another Day, dove ricopre il ruolo dell'agente della CIA Jordan Reed.
Nel 2016 entra a far parte del cast di C'era una volta nei panni di Gedeone, il figlio del signore oscuro Tremotino e di Belle.

## Filmografia

### Cinema
- Jobs, regia di Joshua Michael Stern (2013)
- Hunter, regia di Ian Samplin (2013)
- Boulevard, regia di Dito Montiel (2014)
- Submerged, regia di Steven C. Miller (2016)
- Il duello - By Way of Helena (The Duel), regia di Kieran Darcy-Smith (2016)
- 1BR, regia di David Marmor (2019)
- Le Mans '66 - La grande sfida (Ford v Ferrari), regia di James Mangold (2019)
- Ambition, regia di Robert Shaye (2019)
- Invito a un omicidio (Invitation to a Murder), regia di Stephen Shimek (2023)

### Televisione
- The Good Wife – serie TV, episodio 3x06 (2011)
- True Blood – serie TV, 9 episodi (2012-2013)
- 24: Live Another Day – serie TV, 9 episodi (2014)
- NCIS - Unità anticrimine – serie TV, 3 episodi (2015)
- C'era una volta (Once Upon a Time) – serie TV, 14 episodi (2016-2017)
- Strike Back – serie TV, episodio 7x09 (2019)
- Strike – serie TV, episodio 5x01 (2022)
- Apples Never Fall, regia di Chris Sweeney e Dawn Shadforth – miniserie TV, 3 puntate (2024)

### Videoclip
- No Pressure - The Kooks (2018)

## Doppiatori italiani
Nelle versioni in italiano delle opere in cui ha recitato, Giles Matthey è stato doppiato da:
- Alessio De Filippis in True Blood, JOBS, 24: Live Another Day
- Flavio Aquilone in C'era una volta, Apples Never Fall
- Emiliano Coltorti in Boulevard
- Riccardo Niseem Onorato in NCIS - Unità anticrimine